# Гуссо, Лелия
Лелия́ Гуссо́ (фр. Lélia Gousseau; 11 февраля 1909, Париж — 14 февраля 1997, там же) — французская пианистка и музыкальный педагог.
Дочь пианистки Фанни д’Альмейда (ученицы Эли Делаборда) и органиста Вильяма Гуссо. Окончила фортепианный класс Лазара Леви в Парижской консерватории (1925), занималась также историей музыки у Мориса Эмманюэля. В 1928 г. была удостоена Премии Паже как лучшая выпускница консерватории за пять лет.
Как пианистка Гуссо считалась специалистом по французскому репертуару — прежде всего по произведениям Альбера Русселя, а также Поля Дюка, Мориса Оана, Флорана Шмитта и др. Среди её записей также сочинения Шопена, Шумана, Брамса, де Фальи.
Гуссо гастролировала в Южной Африке в 1954 и 1957 годах.
В 1961—1978 гг. Гуссо преподавала в Парижской консерватории, среди её учеников, в частности, Франс Клида, Паскаль Девуайон, Эмиль Наумов, Анн Кеффелек и др.